# Talbotton
Talbotton é uma cidade localizada no estado americano de Geórgia, no Condado de Talbot.

## Demografia
Segundo o censo americano de 2000, a sua população era de 1019 habitantes.
Em 2006, foi estimada uma população de 1001, um decréscimo de 18 (-1.8%).

## Geografia
De acordo com o United States Census Bureau tem uma área de
8,1 km², dos quais 8,1 km² cobertos por terra e 0,0 km² cobertos por água. Talbotton localiza-se a aproximadamente 207 m acima do nível do mar.

## Localidades na vizinhança
O diagrama seguinte representa as localidades num raio de 24 km ao redor de Talbotton.